# Hiszam II
Abu’l-Walid Hiszam II al-Mu’ayyad bi-llah (język arabski ابو الولید ھشام المؤيد بالله) (Abū'l-Walīd Hiszam al-Muʾayyad bi-ʾllāh) – syn Al-Hakama II – kalifa Kordoby. Urzędował jako trzeci kalif z dynastii Umajjadów w Al-Andalus w latach 976–1009 i 1010–13.

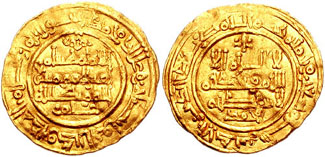
Złote dinary wybite za czasów Emira Hiszama II

Wiadome jest, że Hiszam utrzymywał na swoim dworze męski harem.